# Kim Rossi Stuart

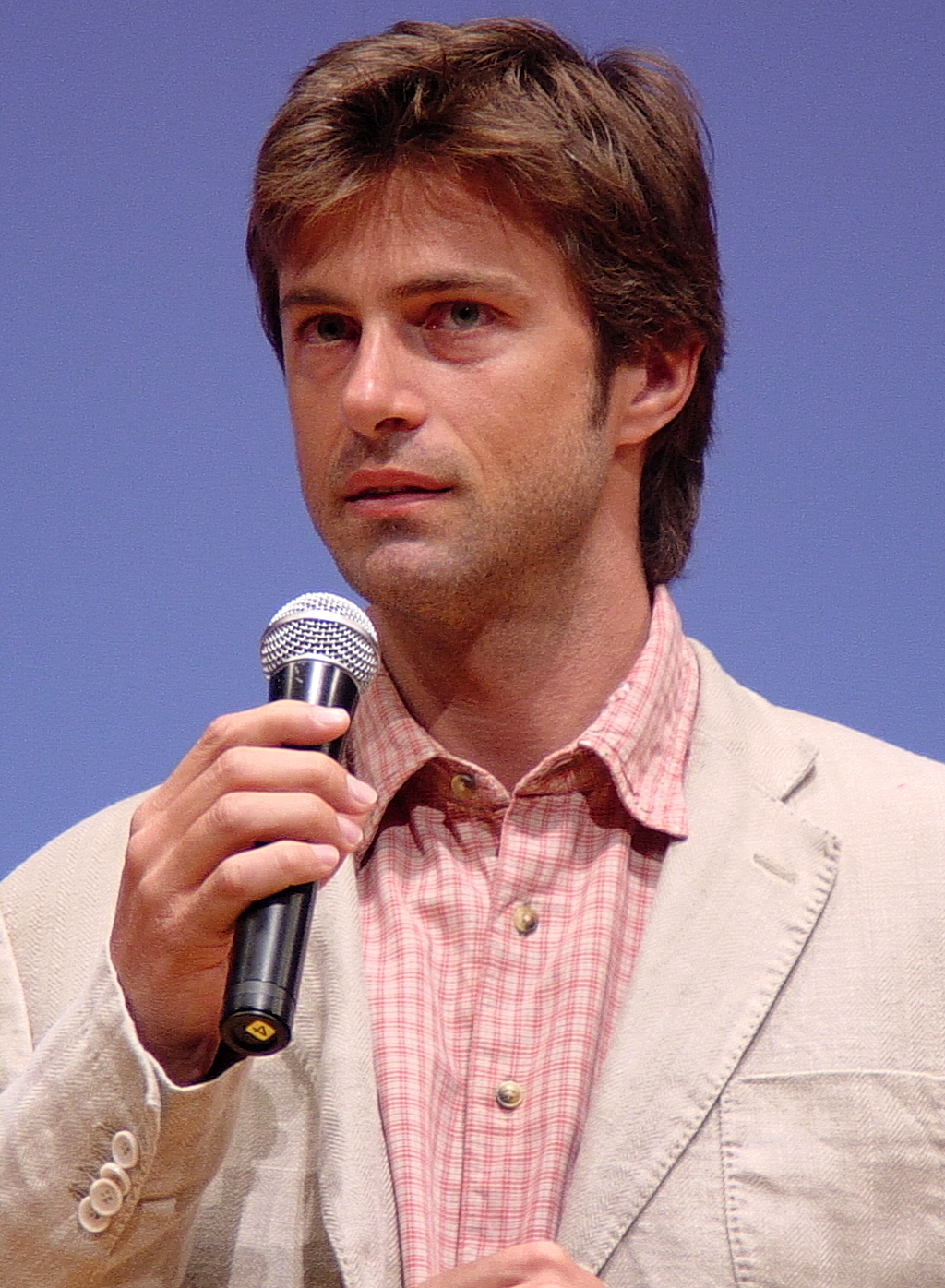
Kim Rossi Stuart

Kim Rossi Stuart (Rome, 31 oktober 1969) is een Italiaans acteur en regisseur. Hij is de zoon van acteur Giacomo Rossi-Stuart.

## Films
- Fatti di gente perbene, regie Mauro Bolognini (1974)
- Il ragazzo dal kimono d'oro, regie Fabrizio De Angelis (1987)
- Il ragazzo dal kimono d'oro 2, regie Fabrizio De Angelis (1988)
- Domino, regie Ivana Massetti (1988)
- Obbligo di giocare - Zugzwang, regie Daniele Cesarano (1989)
- Lo Zio indegno, regie Franco Brusati (1989)
- 18 anni tra una settimana, regie Luigi Perelli (1991)
- Fantaghirò, regie Lamberto Bava (1991)
- In camera mia, regie Luciano Martino (1992)
- Il ragazzo dal kimono d'oro 5, regie Fabrizio De Angelis (1992)
- Cuore cattivo, regie Umberto Marino (1994)
- Poliziotti, regie Giulio Base (1994)
- Senza pelle, regie Alessandro D'Alatri (1994)
- Al di là delle nuvole, regie Michelangelo Antonioni e Wim Wenders (1995)
- La ballata dei lavavetri, regie Peter Del Monte (1998)
- I giardini dell'Eden, regie Alessandro D'Alatri (1998)
- Pinocchio, regie Roberto Benigni (2002)
- Le chiavi di casa, regie Gianni Amelio (2004)
- Romanzo criminale, regie Michele Placido (2005)
- Anche libero va bene, regie Kim Rossi Stuart (2005)
- Piano, solo, regie Riccardo Milani (2007)
- Questione di cuore, regie Francesca Archibugi (2009)
- Il fiore del male, regie Michele Placido (2010)

- Biblioteca Nacional de España: XX1616183
- Bibliothèque nationale de France: cb14028594m (data)
- Catàleg d'autoritats de noms i títols de Catalunya: 981058524764606706
- Gemeinsame Normdatei: 14250002X
- International Standard Name Identifier: 0000 0001 1458 2396
- Library of Congress Control Number: no2003084424
- Nationale Bibliotheek van Israël: 987007337811205171
- Nationale Bibliotheek van Polen: a0000001844693
- Nederlandse Thesaurus van Auteursnamen: 26846121X
- Istituto Centrale per il Catalogo Unico: UBOV486829
- Système universitaire de documentation: 083863060
- Virtual International Authority File: 164016642
- WorldCat: E39PBJrRf7FCwDYtY4VdMWqhHC